# 三岡駅
三岡駅（みつおかえき）は、長野県小諸市大字森山にある、東日本旅客鉄道（JR東日本）小海線の駅である。

## 歴史
三岡駅が所在する区間は、佐久鉄道によって1915年（大正4年）8月8日に開通したが、当初は三岡駅はなく、小諸側には土橋駅、中込側には市村駅が所在していた。しかし、地元からの強い要請により、1925年（大正14年）4月14日に両駅を移転・統合する形で開業した。建設に際して地元が負担をしており、寄付金を拠出している。近隣の村の間で負担をめぐる対立があり、三岡駅の東側で駅舎と反対側に並行する県道と駅の間には、資金提供を渋った村の側からの駅への出入りを妨げるために桜並木の土手を建設した、という伝承がある。

### 年表
- 1925年（大正14年）4月14日：佐久鉄道の駅として開業[2]。旅客・貨物の取り扱いを開始[2][注 1]。
- 1934年（昭和9年）9月1日：佐久鉄道を国有化し、鉄道省小海北線（→小海線）に編入[4]。同線の駅となる[5]。
- 1981年（昭和56年）3月22日：業務委託駅となる[6]。
- 1982年（昭和57年）7月15日：貨物の取り扱いを廃止[2]。
- 1984年（昭和59年）2月1日：荷物の扱いを廃止[2]。
- 1985年（昭和60年）3月：業務委託を解除し、直営駅に戻る[7]。
- 1987年（昭和62年）4月1日：国鉄分割民営化により、JR東日本の駅となる[8]。
- 1991年（平成3年）3月16日：無人化。
- 2002年（平成14年）11月ごろ：現駅舎に改築[1]。

## 駅構造
相対式ホーム2面2線を有する地上駅である。小諸 - 岩村田間で唯一列車交換が可能である。ホーム間の移動は、構内踏切を利用する。また、当駅ホームには番線が割り振られていない。
無人駅である。駅前には、地元の運動と資金拠出によって三岡駅が開設されたことを記念する開業記念碑が立っている。揮毫したのは長野県出身の政治家で、のちに鉄道大臣にもなった小川平吉である。

### のりば
| ホーム | 路線    | 方向 | 行先             |
| ------ | ------- | ---- | ---------------- |
| 駅舎側 | ■小海線 | 下り | 小諸方面         |
| 反対側 | ■小海線 | 上り | 佐久平・中込方面 |

かつては、上りホームの国道側に貨物専用の線路があり、国道を挟んで反対側にある木材会社の製品である木材チップを直接に線路に停車した木材チップ専用貨車に積み込んでいた。

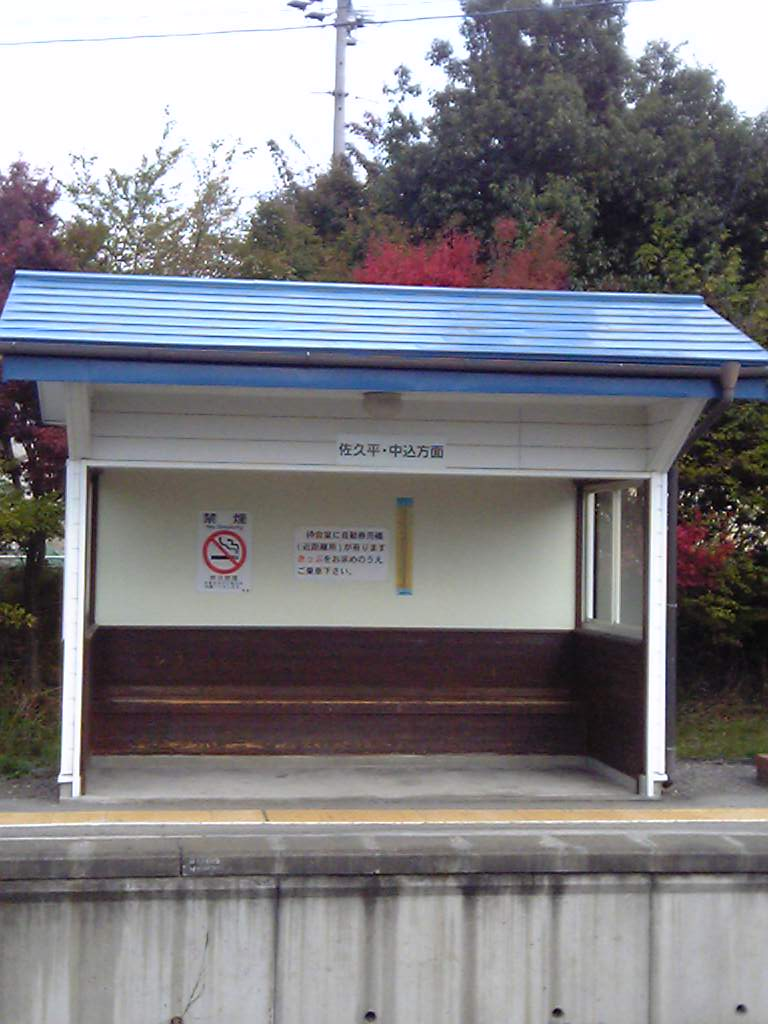
待合室（2009年10月）
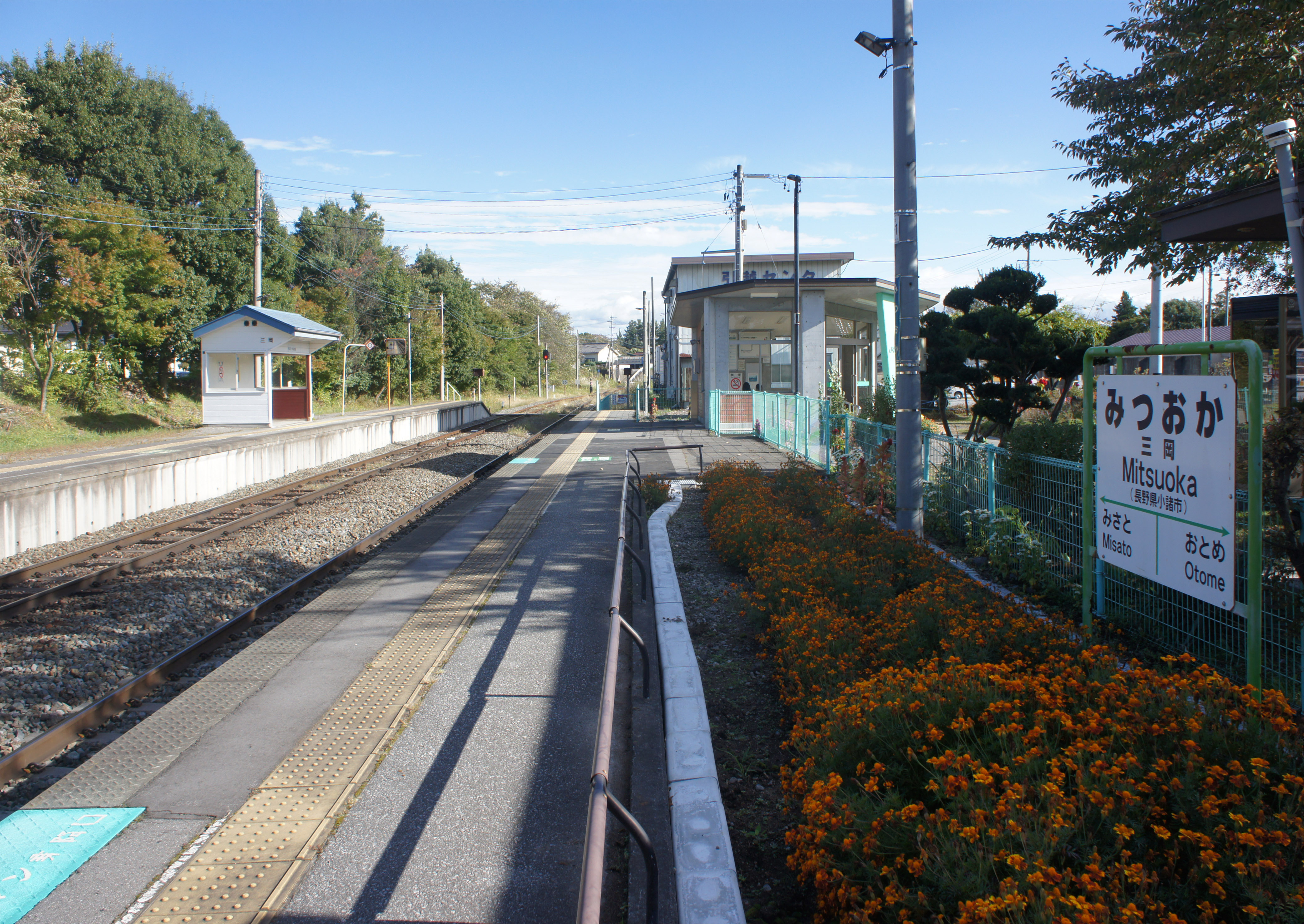
ホーム（2021年10月）
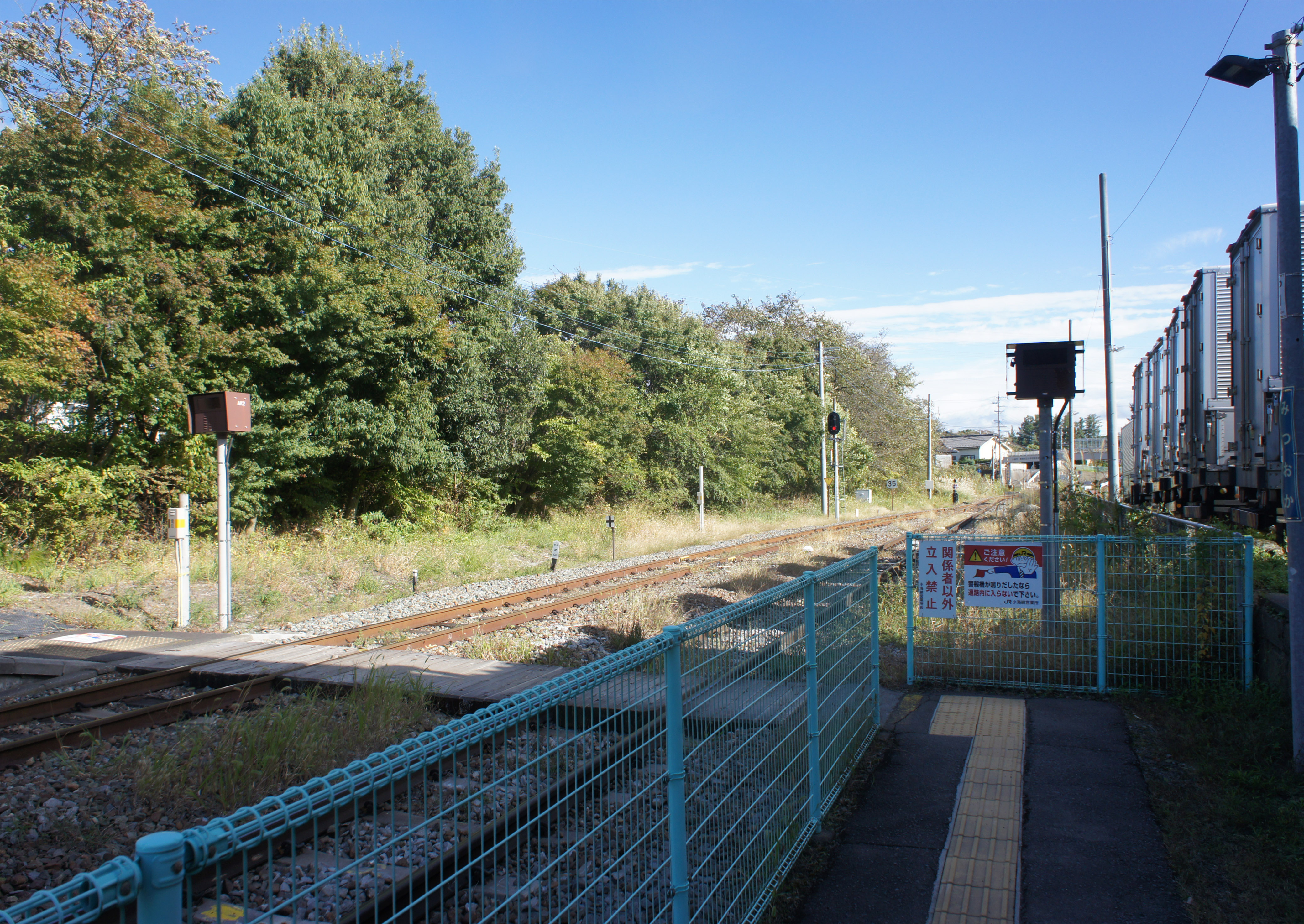
構内踏切（2021年10月）
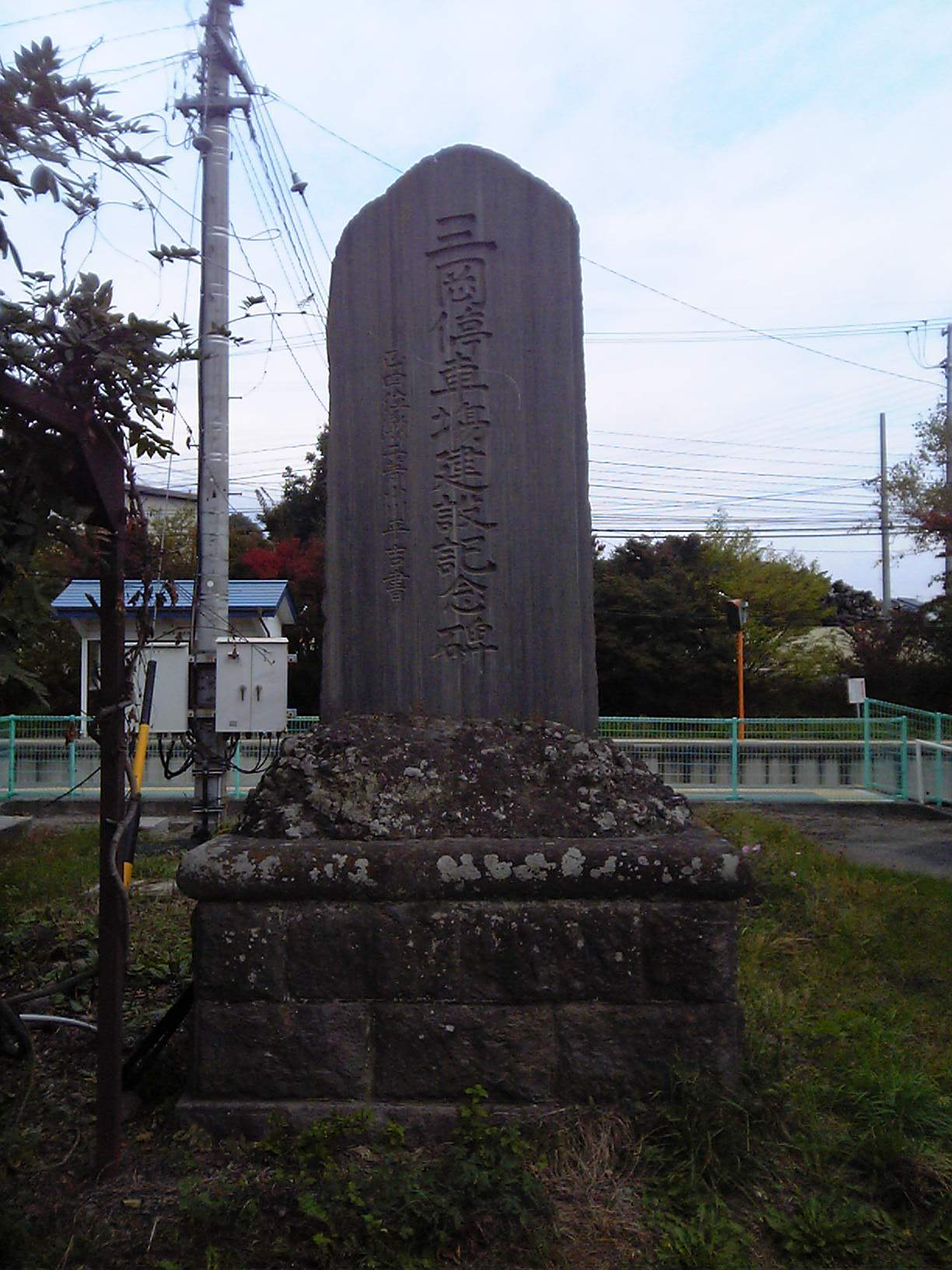
駅前にある三岡停車場建設記念碑（2009年10月）

## 利用状況
2007年度（平成19年度）、2009年度（平成21年度）- 2011年度（平成23年度）の1日平均乗車人員の推移は以下のとおりであった。
| 乗車人員推移       | 乗車人員推移     | 乗車人員推移 |
| 年度               | 1日平均 乗車人員 | 出典         |
| ------------------ | ---------------- | ------------ |
| 2007年（平成19年） | 157              | [ 1 ]        |
| 2009年（平成21年） | 150              | [ 1 ]        |
| 2010年（平成22年） | 160              | [ 10 ]       |
| 2011年（平成23年） | 137              | [ 11 ]       |

## 駅周辺
- 小諸自動車教習所
- 小諸市立美南ガ丘小学校[12]
- 平原駅 - しなの鉄道線
- 長野県道141号耳取三岡停車場線
- 長野県道137号借宿小諸線
- 国道141号

## 隣の駅
東日本旅客鉄道（JR東日本）
■小海線
美里駅 - 三岡駅 - 乙女駅